# 银井通道
23°57′23″N 97°47′38″E / 23.956522°N 97.793884°E

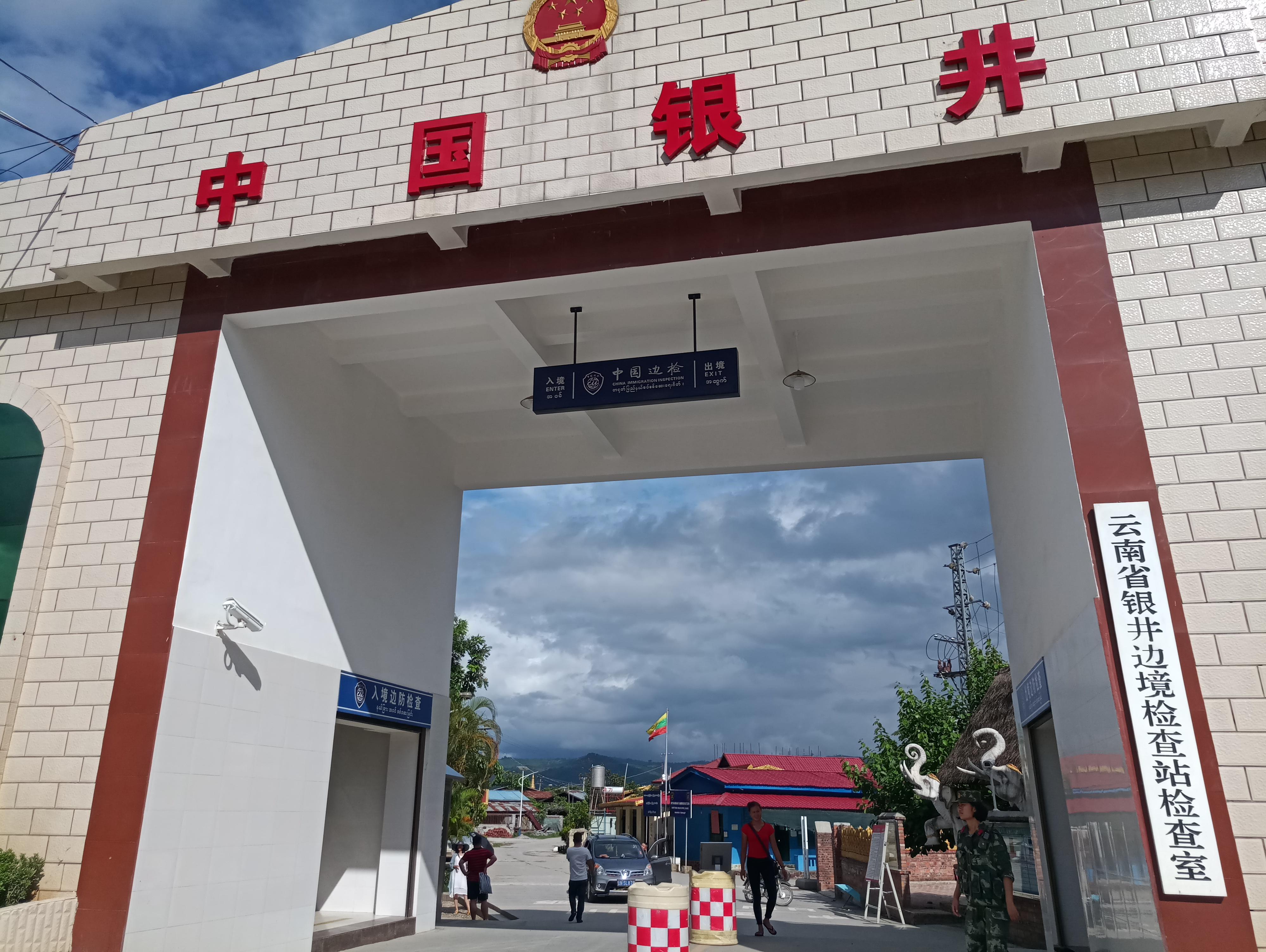
银井通道中国一侧

银井通道是中华人民共和国云南省德宏傣族景颇族自治州瑞丽市的一个边境通道，位于姐相乡银井村、中缅71号界碑旁，连接缅甸掸邦木姐县芒秀村。银井通道由瑞丽出入境边防检查站银井分站负责出入境管理，仅限中缅两国边民通行。
许多缅甸学生在中国一侧的银井边防小学就学，每天四次往返国境线，银井边检站为学生开辟“绿色通道”，制发“出入境优先候检卡”，方便缅籍学生出入国境。银井地区的和谐边境经新华社等媒体报道受到社会关注。
2019年，共有超过40万人次的边民通过银井通道出入国境。